# Stroma (schimmel)

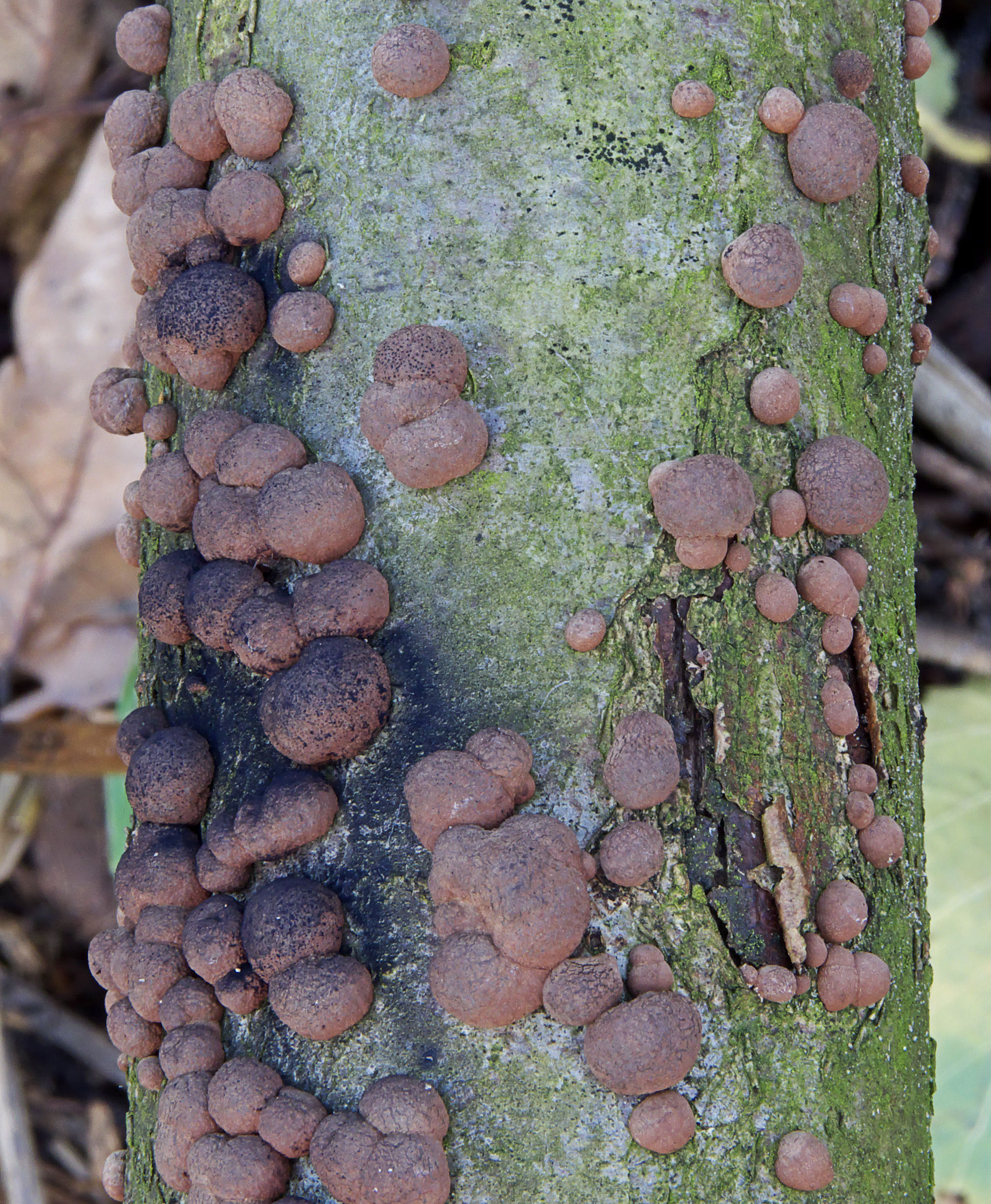
Gladde kogelzwam met hard stroma op hazelaar

Het stroma of conidiomatum (meervoud stromata of conidiomata) bestaat uit een dichte structuur van vegetatieve schimmeldraden. Het stroma bestaat uit plectenchymatisch tot pseudoparenchymatisch weefsel van vaak verdikte en sterk gepigmenteerde schimmeldraden.
Bij de ascomyceten liggen in het stroma ten minste een, maar vaak meer ascocarpen. Soms is het stroma overtrokken met conidiën.
Bij de basidiomyceten vormt het stroma de paddenstoel.

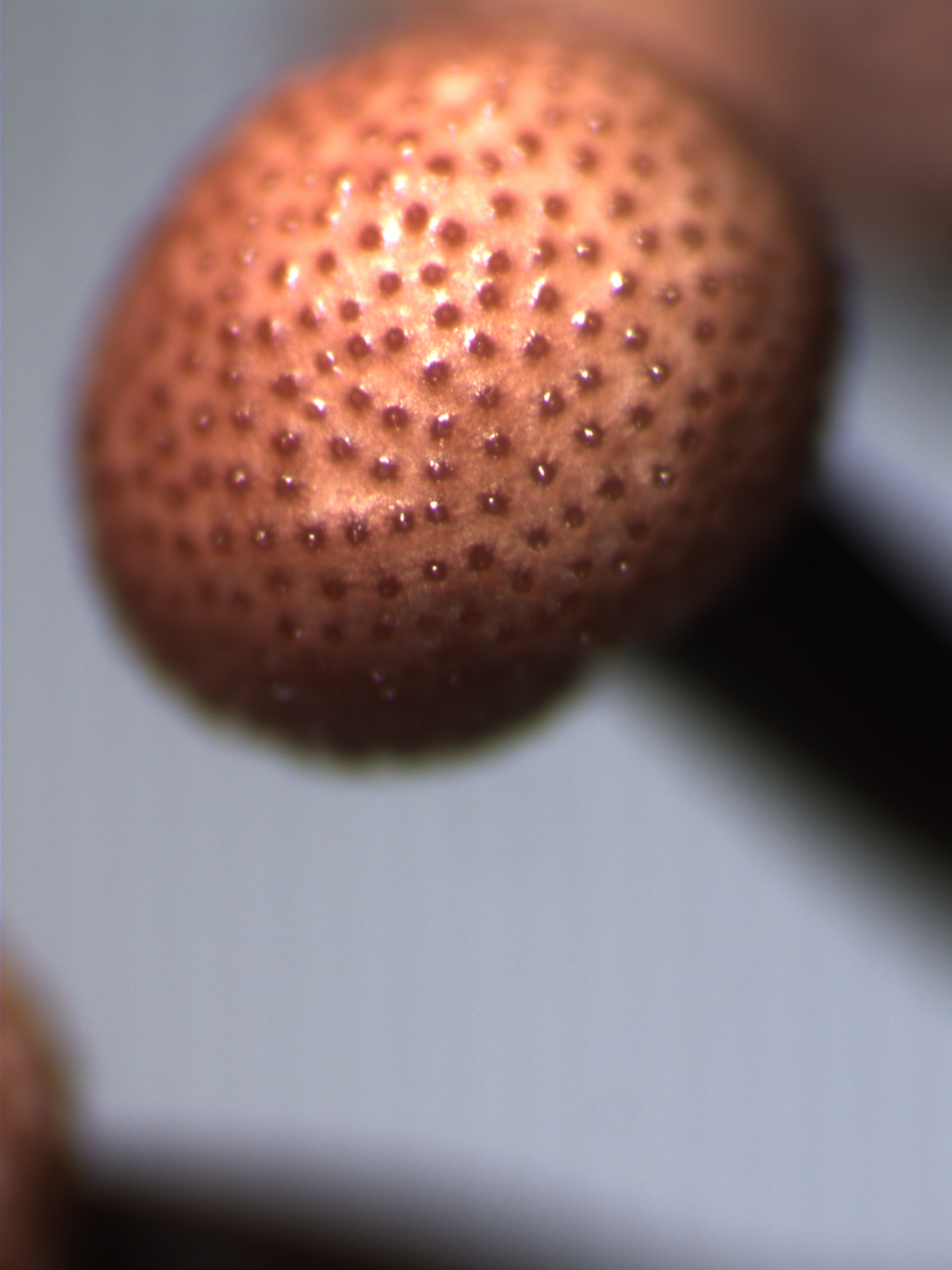
Stroma met peritheciën van moederkoorn
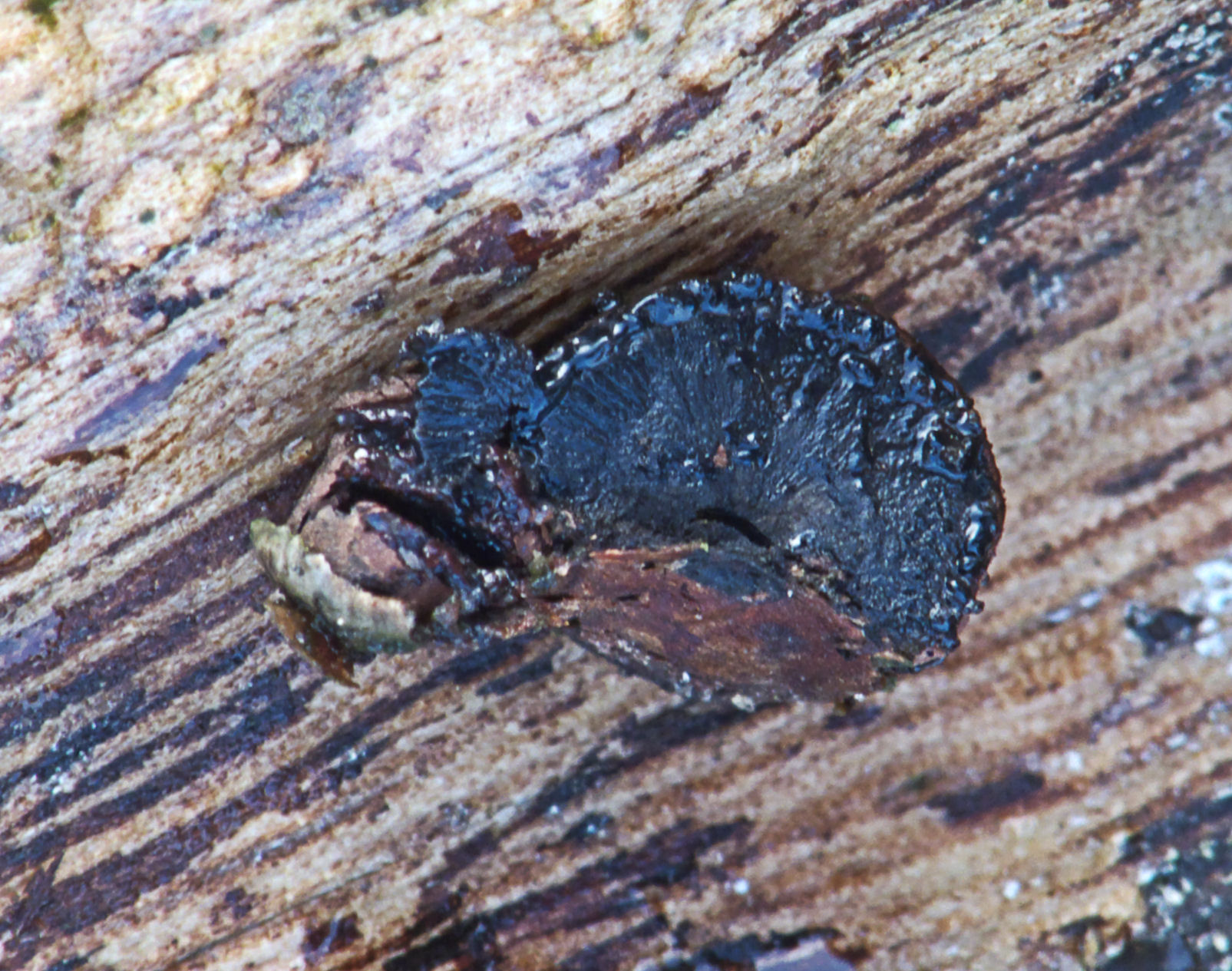
Dwarsdoorsnede stroma met aan de buitenkant de peritheciën van de gladde kogelzwam
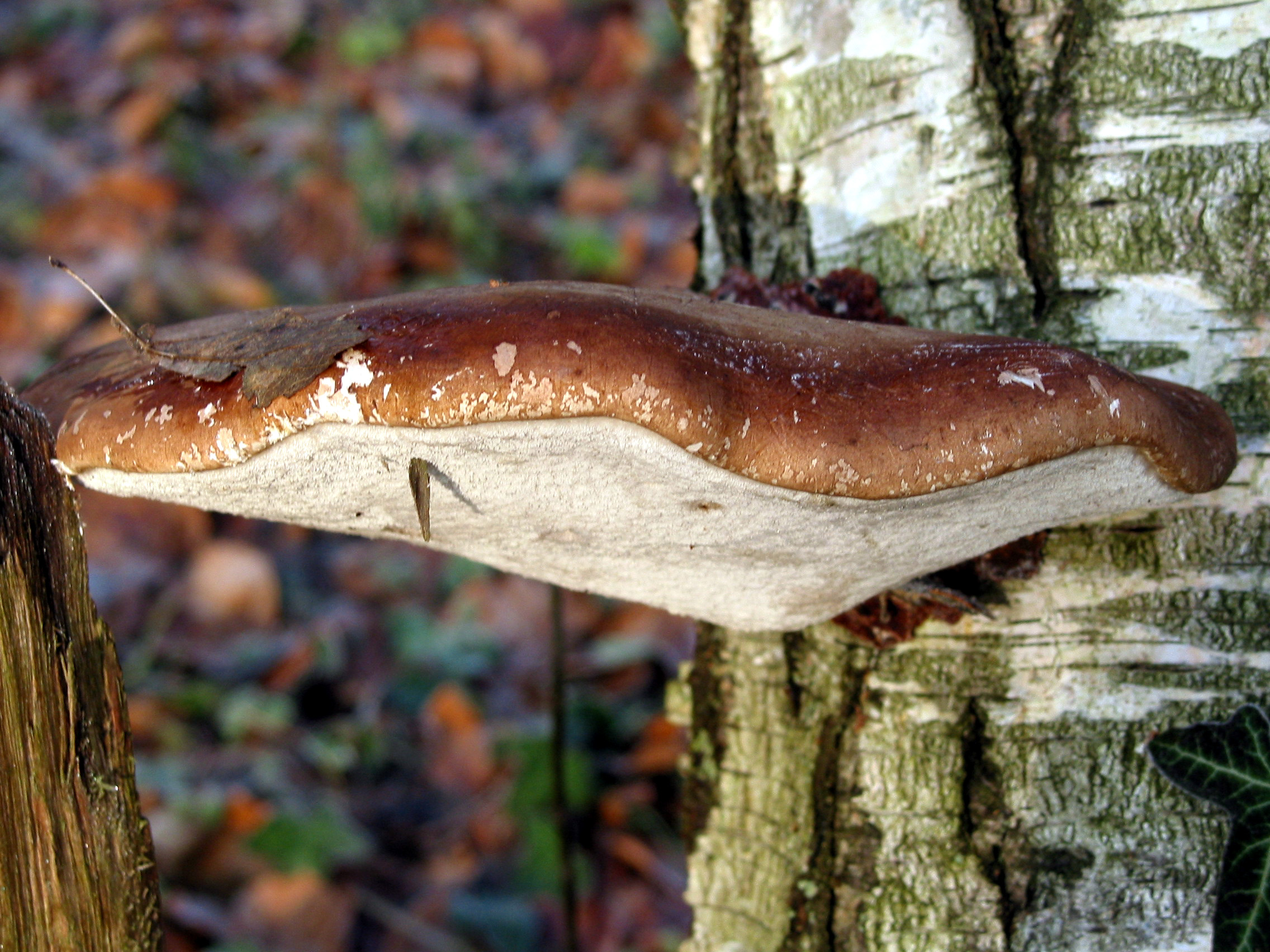
Stroma van de Berkenzwam (Piptoporus betulinus)